# Ahn Chol
Ahn Chol (kor. 안철, ur. 1971 lub 1972) – północnokoreański opozycjonista. Jest znany z nagrania głodujących dzieci podczas klęski głodu do filmu Dzieci złego państwa. Ze względów bezpieczeństwa nigdy nie ujawnił swojej twarzy oraz prawdziwego imienia i nazwiska. Jego rodzice zmarli podczas klęski głodu. Po raz pierwszy uciekł z Korei Północnej do Chin w 1997 roku, mając 29 lat. Kilkakrotnie wracał do Korei Północnej z ukrytą kamerą, by dokumentować klęskę głodu. W filmie zwrócił uwagę, że pomoc międzynarodowa była kierowana do wojska. Za swoją działalność w 2001 roku otrzymał nagrodę Rory Peck Award, przyznawaną niezależnym operatorom narażającym swoje życie, aby zdać relacje z miejsca zdarzenia.